# Чэчэкле
Чэчэкле́ (тат. Чәчәкле) — село в Спасском районе Республики Татарстан, административный центр Чэчэклинского сельского поселения.

## Этимология названия
Топоним произошел от татарского слова «чәчәк» (цветок).

## География
Село находится близ границы с Ульяновской областью, в 70 км к юго-востоку от города Болгар.

## История
Основано в 1710-х годах выходцами из деревни Баран (ныне село Иске-Рязап); до 1992 года — село Н. Баран. В дореволюционных источниках упоминается также как деревня Чичиклы.
В XVIII — первой половине XIX веков жители относились к категории государственных крестьян. Занимались земледелием, разведением скота, мукомольным, тележным и колёсным промыслами, изготовлением лопат.
В «Списке населенных мест по сведениям 1859 года», изданном в 1866 году, населённый пункт упомянут как казённая деревня Новый Баран 1-го стана Спасского уезда Казанской губернии. Располагалась при речке Челне, по левую сторону просёлка, соединяющего большой коммерческий Самарский тракт с Симбирским, в 50 верстах от уездного города Спасска и в 22 верстах от становой квартиры во владельческом селе Воскресенское (Гусиха). В деревне в 106 дворах жили 758 человек (369 мужчин и 389 женщин). Была мечеть.
В начале XX века здесь функционировали 2 мечети (построены в 1884 и 1902 годах), 2 медресе, 6 ветряных мельниц, 3 мелочные лавки. В этот период земельный надел сельской общины составлял 1786 десятин. В 1912 году открылось русско-татарское училище.
До 1920 года село входило в Кузнечихинскую волость Спасского уезда Казанской губернии. С 1920 года в составе Спасского кантона ТАССР. С 10 августа 1930 года в Алькеевском, с 10 февраля 1935 года в Кузнечихинском, с 28 октября 1960 года в Алькеевском, с 1 февраля 1963 года в Куйбышевском, с 4 октября 1991 года в Спасском районах.

## Население
| 1782 | 1859 | 1897 | 1908 | 1920 | 1926 | 1938 | 1949 | 1958 | 1970 | 1979 | 1989 | 2002 | 2010 |
| ---- | ---- | ---- | ---- | ---- | ---- | ---- | ---- | ---- | ---- | ---- | ---- | ---- | ---- |
| 113  | 692  | 1343 | 2162 | 1835 | 1244 | 1182 | 954  | 825  | 895  | 760  | 584  | 486  | 445  |

Национальный состав: татары.

## Экономика
Жители занимаются полеводством, молочным скотоводством.

## Объекты образования, культуры и медицины
Средняя школа, дом культуры, библиотека, фельдшерско-акушерский пункт. 

## Религиозные объекты
Мечеть.